# 衛藤晃平
衛藤 晃平（えとう こうへい、1982年12月27日 - ）は、大阪府出身のバスケットボール指導者である。bjリーグ・富山、Wリーグ・新潟、Bリーグの奈良、香川のヘッドコーチを歴任した。2022年6月よりアースフレンズ東京Zのゼネラルマネージャー（GM）、同年11月よりヘッドコーチ代行を務めている。

## 経歴
住吉高校から金沢大学、金沢大学院に進み指導者を目指す。
2006年、金沢大ヘッドコーチに就任。2008年3月まで務め、その間、石川県学生選抜、北信越学生選抜のコーチも務めた。
その後2008年4月から12月まで浜松大学のアシスタントコーチを務めたのち、2009年1月から3月まで、アメリカの独立リーグ・PBLのマンチェスター・ミルラッツでアシスタントコーチを務めた。
帰国後、金沢大学のヘッドコーチに復帰するとともに、これと兼任する形で、この年bjリーグに新規参入した富山グラウジーズのアシスタントコーチに就任し、ヘッドコーチのチャールズ・ジョンソンを補佐した。
翌2010-11シーズンにはジョンソンに代わりヘッドコーチに昇格、2010年10月23日の浜松・東三河フェニックス戦では、前のシーズンで優勝した浜松に対し66-55で勝利を収めたが、チームは2011年1月末の時点で8勝18敗の最下位に沈み、2月2日、富山は衛藤を解任した。
富山退団後の2011-12シーズンより2シーズン、Wリーグの新潟アルビレックスBBラビッツアシスタントコーチを務める。2013年、荒順一ヘッドコーチの退任を受けヘッドコーチに昇任。WJBL 2013-14シーズンは11勝22敗で12チーム中8位に終わる。WJBL 2014-15シーズンは、当時6連覇中だったJX-ENEOSサンフラワーズに対し接戦を演じることもあったが、最終的には5勝25敗で9位に終わった。2014-15シーズン終了後、契約満了をもって退任した。
2015年6月、bjリーグのバンビシャス奈良のヘッドコーチに就任。衛藤が就任する前のbjリーグ 2014-15シーズン、奈良は12勝40敗で最下位だった。就任1期目のbjリーグ 2015-16シーズン、奈良は17勝35敗で12チーム中9位に入る。Bリーグが発足した2016-17シーズンはレギュラーシーズン60試合中24勝36敗の成績を挙げ、チーム創設以降最高勝率となる.400の成績を残した。シーズン終了後の2017年5月、奈良は衛藤との契約を更新せず、衛藤は退任した。
2017年7月12日、B2の香川ファイブアローズのヘッドコーチに就任した。
2019年8月8日、Bリーグは香川ファイブアローズ所属選手に対して暴力行為や暴言があったとして、衛藤に1年間の公式試合に関わる全職務の停止を科したと発表した。これに伴い、衛藤の不適切な行為を止めることが出来なかった代表取締役社長と取締役兼エグゼクティブコーチにけん責及び制裁金の処分が、ファイブアローズに制裁金の処分が下された。衛藤は香川のヘッドコーチを退任した。
2022年6月、アースフレンズ東京Zに新たにGM職が設置され、衛藤が就任した。同年11月、ヘッドコーチを務めていた橋爪純の契約解除に伴い衛藤がヘッドコーチ代行に就任した。
2023-24シーズンはGM職を廣瀬幹に譲り、ヘッドコーチに専念することとなった。